# Федерал-хол

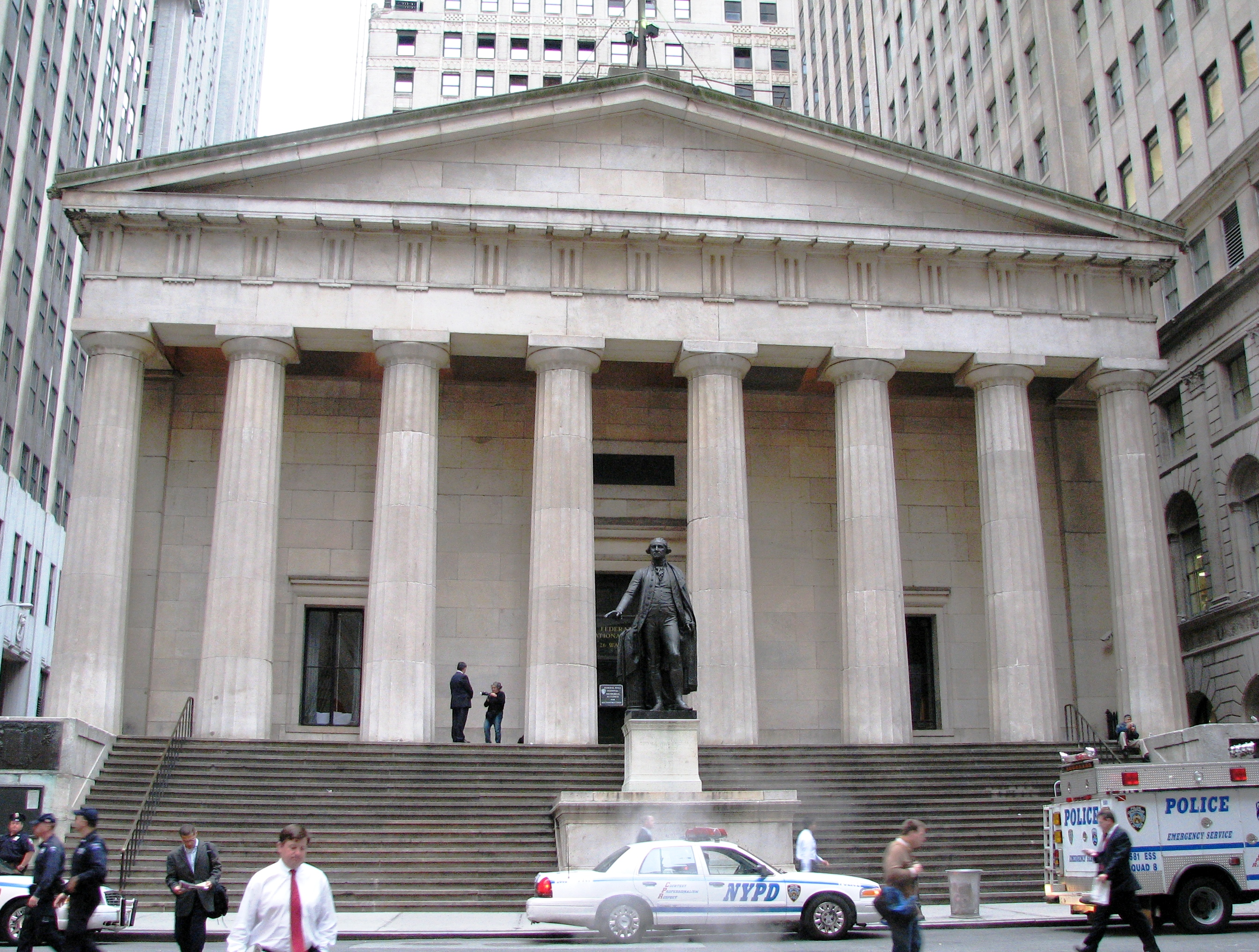
Фасад Федерал-холу з пам'ятником Вашингтону.

Федерал-хол (англ. Federal Hall, що перекладається як «зал Федерації») — громадська будівля на Волл-стріт у Нью-Йорку, в якому в 1789 році пройшла перша інавгурація президента США і був прийнятий Білль про права. Його називають першим капітолієм в історії США.
Будівля була побудована в 1700 році для розміщення міської управи. З 1785 року протягом 4 років у ньому засідав Конгрес Конфедерації; для цієї мети воно було реконструйовано і перейменовано в Зал Федерації. Після перенесення столиці в Філадельфії порядком постаріла будівля ратуші було вирішено знести (у 1812 році).
У 1842 році на місці старого Федерал-холу побудували нову будівлю митного управління, витриману в стилі суворого класицизму. У 1939 році в Федерал-холі відкрився музей, який в 1955 році був зарахований до реєстру національних меморіалів. Перед будівлею встановлений пам'ятник Джорджу Вашингтону.